# Etyeki-patak
Az Etyeki-patak Etyeken ered, a Fejér vármegye keleti részén. A patak forrásától kezdve északi irányban halad, majd a település közigazgatási területének északi részén (már Herceghalomhoz közelebb) eléri a Sajgó-patakot.
Egy hosszabb szakaszon a 8108-as úttal párhuzamosan húzódik.
Vízgazdálkodási szempontból a Közép-Duna Vízgyűjtő-tervezési alegység működési területéhez tartozik.

## Part menti települések
- Etyek